# Дезі Баутерсе
Дезіре (Дезі) Делано Баутерсе (нід. Desiré Delano Bouterse; 13 жовтня 1945, Домбург, Нідерландська Гвіана — 23 грудня 2024) — суринамський військовий і політичний діяч. Відомий диктаторським правлінням в 1980-ті роки, коли були знищені десятки опозиціонерів, а також жінок і дітей («грудневі вбивства» і «різанина в Мойвані»). Перебував в міжнародному розшуку. Президент Суринаму 12 серпня 2010 — 16 липня 2020.

## Біографія
Баутерсе закінчив торговельну школу в Парамарибо, після чого працював у державній установі. У 1968 році переїхав до Нідерландів, де працював на фабриці в Дордрехті і навчався у військовій академії. Будучи гарним гравцем у баскетбол, майбутній диктатор зміг заробляти на життя спортивним інструктажем.
Баутерсе повернувся на батьківщину у 1975 році за два тижні до здобуття Суринамом незалежності і повернувся на військову службу. Разом з іншими сержантами він вчинив змову і 25 лютого 1980 року влаштував військовий переворот. Очоливши «Національну військову раду», Баутерсе проводив сувору політику націоналізації і боротьби з інакодумцями. Так, в грудні 1982 року у фортеці Форт-Зеландія були страчені п'ятнадцять осіб, які виступали проти диктатури (офіційно вони загинули при спробі втечі). У лютому 1986 року було атаковане село Мойвана, де знаходився будинок Ронні Брюнсвійка, колишнього охоронця Баутерсе, а згодом ватажка повстання проти нього. Внаслідок нападу загинули 35 людей, в основному жінки і діти[джерело?].
Політика звинувачують не тільки у фізичних розправах над політичними опонентами, а й у торгівлі наркотиками. У 1999 році суд Нідерландів заочно визнав Дезі Баутерсе винним у торгівлі кокаїном і засудив до 11 років позбавлення волі. Хоча диктатор був оголошений у міжнародний розшук, проте не був виданий Нідерландам, оскільки країнами не підписано угоду про екстрадицію.
Після приходу до влади цивільного уряду Баутерсе все ще мав великий політичний вплив. Він мав намір брати участь у президентських виборах 2005 року, але змінив своє рішення. У 2010 році його блок «МегаКомбінація» здобув перемогу на парламентських виборах і Баутерсе був обраний президентом. Під час церемонії інавгурації Баутерсе, заявив, що «змінився» і тепер керуватиме країною набагато м'якше.
На посаді президента він зробив низку неоднозначних дій: вручив ордени учасникам перевороту 1980 року, призначив платню своїй дружині і помилував прийомного сина, засудженого до тюремного терміну за вбивство і пограбування[джерело?].